# Tinosu, Prahova
Tinosu este satul de reședință al comunei cu același nume din județul Prahova, Muntenia, România.
În 1861, Tinosu era sat-reședință în comuna omonimă din plasa Târgșor, având 128 de familii și 103 gospodării.